# Slobodan Medić
Slobodan Medić (* 18. September 1966 in Vinkovci; † 31. Dezember 2013 bei Sremska Mitrovica), genannt Boca, war der Kommandant der serbischen paramilitärischen Spezialeinheit Škorpioni.
Durch den Prozess gegen Slobodan Milošević tauchte 2005 ein Video auf, das zeigte, wie die von Medić angeführten Škorpioni in Trnovo am 17. Juli 1995 sechs muslimische Bosnier erschossen. In seinem eigenen Prozess vor dem Belgrader Sondergericht für Kriegsverbrechen räumte Medić zwar ein, getötet zu haben und es nicht zu bereuen, jedoch bestritt er, die auf dem Video von seinen Leuten begangenen Morde in Auftrag gegeben zu haben. Er wurde von dem serbischen Gericht zu 20 Jahren Haft verurteilt. An Silvester 2013 starb er bei einem Autounfall mit seiner Familie. Er hatte zuvor wiederholt die Erlaubnis erhalten, das Gefängnis für mehrere Tage zu verlassen und befand sich während des Unfalls auf dem Rückweg zu seinem Gefängnis in Sremska Mitrovica.